# 클로도아우두 파울리뉴 지 리마
클로도아우두 파울리뉴 지 리마(Clodoaldo Paulino de Lima, 1978년 11월 25일 ~ )는 아우두로 불리는 브라질의 축구 선수이다. 포지션은 공격수이다. 등록명은 알도이다.
2008년 SC 코린치안스 파울리스타에서 포항 스틸러스로 임대되었으나, 그 해 브라질로 복귀하였다.